# Mintraching
Mintraching est une commune de Bavière (Allemagne), située dans l'arrondissement de Ratisbonne, dans le district du Haut-Palatinat.

## Géolocalisation
Mintraching est située dans le sud-est de l’Allemagne, dans la région de Bavière, et fait partie du district du Haut-Palatinat. Elle est localisée non loin de la ville de Ratisbonne.

## Histoire et culture
Mintraching est une commune qui a une histoire riche et une culture locale distincte, typique de la région bavaroise. Elle offre un cadre de vie paisible avec des paysages naturels et des traditions préservées.

## Économie et Infrastructures
L’économie de Mintraching est diversifiée et inclut l’agriculture, le commerce local, ainsi que des petites et moyennes entreprises. La commune bénéficie d’infrastructures modernes tout en conservant son charme rural.

## Tourisme
Bien que Mintraching ne soit pas une grande destination touristique, elle offre des attractions locales et des activités qui reflètent la vie traditionnelle bavaroise. Les visiteurs peuvent profiter de la nature environnante et des événements culturels organisés tout au long de l’année.